# Tripteroides longipalpatus
Tripteroides longipalpatus är en tvåvingeart som beskrevs av Lee 1946. Tripteroides longipalpatus ingår i släktet Tripteroides och familjen stickmyggor. Inga underarter finns listade i Catalogue of Life.